# 기독교 세계관
기독교 세계관(Christian worldview, Biblical worldview)이란 기독교적 관점에서 세계를 인식하는 체계로 성경적 신학적 개념이나 신념에 근거한 인식론을 이론화하는 것이다. 기독교적 안경을 통해 살아가는 세상을 보는 것이며 하나님의 나라에서 살아가는 것이다. 기독교 세계관은 기독교 문화의 형성을 인도한다.

## 정의
철학자 레오 아포스텔에 따르면 세계관은 존재론이며, 세계를 서술하는 방식이다. 6가지 요소들로 구성되었다고 한다.
1. 세계에 대한 설명.
2. 종말론 - 우리가 어디로 가는 지를 질문하고 대답하는 것
3. 가치 - 윤리적 질문들에 대답하는 것, 우리가 이런 상황에서 무엇을 해야하며, 예수라면 어떻게 하였을까?
4. 인간행동론 - 행동의 방법론 혹은 행동이론으로 어떻게 우리의 목적에 도착하여야 하는가가?
5, 인식론 - 즉 지식이론으로 진실은 무엇이고 거짓은 무엇인가. (요한복음 18:38)
6. 원인론 -  구성된 세계관에는 자체 기본 구성, 그 기원 및 구성에 대한 설명이 포함되어야 한다.

## 학자들의 견해들
학자들은 세계관에 대한 이해를 다음과 같이 제시한다.
```
 Robert D. Knudsen은 “기독교적 세계관이란 하나님의 계시에 중심한 진리에 대한 반성으로 심오해진 체계화된 지혜이다”라고 정의 했다. 기독교적 세계관은 성경에 근거하고 있으며 성경은 하나님의 창조와 인간의 타락, 허물과 죄로 죽은 인간을 구원하시려는 하나님의 구원의 사역 즉 구속의 역사를 기록하고 있다. 그래서 양승훈 교수는 “역사적으로 기독교적인 세계관은 대체로 창조, 타락, 구속이라는 뼈대 속에서 발전되어 왔다”라고 주장한다. 성경적인 세계관을 갖는 것이 우리의 문화적 사회적 이슈를 바르게 보는데 매우 중요하다. 하나님의 관점에서 서로를 바라보게 되면 ‘하나님 보시기에 심히 좋았더라’ 하신 그 가치를 새롭게 인정하고 깨닫게 될 것이다. 성경적 기독교적 세계관을 정의하는 쉽지 않다. 하지만 성경을 토대로 할 때에 변하지 않는 기본적인 골격을 발견할 수 있다. Albert M. Wolters와 Michael W. Goheen은 성경적 세계관의 고전으로 꼽히는 Biblical Basic for a Reformational Worldview에서 그 골격을 “창조form, 타락deform, 구속reform”으로 제안한다. 창조는 원래의 세계original world를 이해하는 안경이 되어주고, 타락은 현실세계를 진단하는 도구가 된다. 구속은 앞으로 우리가 추구해야할 미래상을 보게 해준다. 최용준은 여기 세 가지에 ‘완성transformation’을 첨가하여 ‘창조, 타락, 구속, 완성’으로 설명한다.
```

## 성경적 세계관
성경적 세계관은 성경의 관점에서 세상을 이해하려는 인식적인 틀이다. 성경적 세계관은 중요한 주제들을 다음과 같이 서술한다.
- 우주 / 우주는 하나님이신 말씀이 무(無)로 부터(ex nihil)단번에 완전히 창조하신 것이다. 그 이후로 시간, 공간의 물질로 이루어진 이 우주는 하나님에 의해 유지, 보존된다(전3:14).

- 인간 / 인간은 하나님의 형상대로 지음받은 존재로서 하나님과 인격적 교제를 가질 수 있는 의존적 존재이며, 아울러 피조 세계를 다스리는 하나님의 청지기이다.

- 신 / 하나님은 삼위일체, 즉 세 분의 인격으로 계시며 이 분들은 성부, 성자, 성령이시다. 하나님은 스스로 있는 자이실 뿐만 아니라 성육신함으로 아들이라 일컫는 예수그리스도 인격 안에 자신을 계시하신 분이다.

- 존재 / 우주 만물은 하나님의 창조 원리와 질서에 끊임없이 움직이고 있는 바, 보이는 것과 보이진 않는 모든 실재물은 스스로 있는 자이신 하나님의 전능에 의해 유지, 보존되고 있다. 이것이 존재이다.

- 종교 / 하나님의 주도적인 부르심에 대한 인간의 구체적 응답이며 하나님의 명령에 대한 복종이다. 다시 말해서 하나님과 인간과의 만남이요 관계이며, 이것은 진리이신 하나님에 대한 지식과 예배와 제도를 함유한다.

- 과학 / 하나님께서 창조하신 우주 만물(창1장) 가운데에는 하나님의 창조 질서와 법칙이 작용하고 있는 바, 이를 발견해 내어 인류 평화와 복지를 위하는 것이 과학이요 나아가 하나님의 실존을 깨닫는 것이 과학의 참된 목적이다.

- 국가 / 국가는 하나님의 주권 아래 존재하며(단4:17, 25), 국가의 통치권은 하나님으로부터 주어진다(롬13:1-4). 동시에 국가는 하나님을 경외하고 그 명령을 준행할 때 진정으로 존재하게 되며, 하나님의 구속사라는 총체적인 역사 안에 있다.

- 문화 / 하나님의 형상대로 지음받은 인간은 피조된 자연을 가꾸고 다스리라는 문화명령을 부여받았다(창1:28). 인간은 이 명령을 따라 하나님이 주신 자연과 문화를 보존하고 가꾸어 나갈 의무와 책임이 있다. 문화는 하나님과 관계성을 가진 인간이 이룩해야 할 사명이다.

## 신학적 세계관
- 바울은 철저하게 하나님 나라의 도래를 희망하는 종말론적 세계관을 지속적으로 강조하였다.
- 어거스틴은 하늘의 도성인 하나님의 나라에 대한 종말론적인 세계관을 가지고 있었다.
- 루터는 율법과 복음의 철저한 구분에 따른 신학적 구조 속에서 율법으로 통치되는 세속나라와 복음으로 다스려지는 교회의 변증법적 구조의 세계관을 가지고 있었다.
- 칼뱅은 하나님의 절대주권에 의해 세상이 다스려지는 하나님 중심의 세계관을 가지고 국가, 교육, 교회 그리고 사회 등의 모든 영역에서 하나님의 통치의 세계관을 가지고 있었다.

## 세계관으로서 칼빈주의
제임스 패커는 칼빈주의는 세계관이라고 주장한다. 칼빈주의는 하나님을 온 세상의 창조주이며 왕으로 믿는 명확한 시각에서 비롯된 세계관(whole worldview)이다. 그는 칼빈주의는 전 세계의 창조주이자 왕이신 하나님에 대한 명확한 비전에서 비롯된 총체적 세계관이라고 한다. 칼빈주의는 창조주를 주님으로 인정하고 모든 일을 그의 뜻의 뜻대로 행하려는 끊임없는 노력이다. 칼빈주의는 하나님 자신의 말씀의 지시와 통제 아래 있는 모든 생명에 대한 신 중심적 사고방식이다. 칼빈주의는 다시 말해서 성경의 관점에서 본 성경의 신학이다. 즉 창조주를 자연과 은혜에 있는 모든 것의 근원이요 수단과 목적으로 보는 하나님 중심적 관점이다. 따라서 칼빈주의는 유신론(만물의 근원이신 하나님을 믿는 것), 종교(만물을 주시는 자로서 하나님을 의지함), 복음주의(만물을 위하여 그리스도를 통하여 하나님을 신뢰함)이다. 모두 가장 순수하고 가장 고도로 발달된 형태입니다. 그리고 칼빈주의는 하나님의 세계에서 일어나는 모든 과정과 사건의 다양성을 피조물과 교회를 위해 미리 정하신 위대한 계획의 성취로 보는 통일된 역사 철학입니다. 다섯 가지 요점은 하나님이 개인을 구원하는 데 있어서 주권적이라고 주장하는 것 이상으로 주장하지 않지만, 칼빈주의는 그 자체로 그가 모든 곳에서 주권자라는 훨씬 더 광범위한 주장과 관련이 있다.

## 기독교 세계관 학자들
아브라함 카이퍼가 “인간사(인간존재)의 어느 부분이라도 하나님의 다스림에서 제외될 한 치의 땅도 없다!”라고 한 것은 바로 신앙과 학문의 필연적 연계성을 가리키는 말이며, 이것이 이른바 “기독교 세계관 운동”의 시발점이 되었다.  그는 네덜란드의 수상이었으며 정치가이며 “반-혁명당”(여기서 반 혁명당이란 프랑스의 대혁명이 인간 이성의 자율성을 극대화한 운동이었다고 판정하였기에, 그런 세계정신에 반대한다는 뜻에서 反혁명당이라는 이름을 지었다)을 창당하고 당수노릇도 한 아브라함 카이퍼는 암스테르담 자유대학교를 설립하였고 자신이 조직신학을 가르친 신학자이기도 하였다. 그의 개혁 신학적 입장은 북미로 건너가 꽃을 피우게 되는데, 특별히 미시간주 그랜드래피드의 칼빈대학교(Calvin College)와 캐나다 토론토에 나중에 설립된 기독교학문연구소(Institute of Christian Studies)를 중심으로 기독교세계관이 학문적 기반을 갖게 된다. 이 운동은 신학만이 아니라 모든 학문에서 그리스도의 주되심(Lordship)을 강하게 주창하는 운동이다. 여기에 철학자들로서는 앨빈 플랜팅가, 니콜라스 월터스토프, 리처드 마우, 제임스 스미스, 역사가로서는 조지 마스덴, 지질학자 데이비스 영, 천문학자 하워드 반틸, 신학자이면서 인문학자인 엘 월터스, 코넬리우스 플랜팅가, 윤리학자 헨리 스톱, 루이스 스메디스, 철학적 미학자 칼빈 씨어벨트, 올트하우스 등이 있다. 이들 모두는 미국 기독개혁교단(CRCNA, Christian Reformed Church in North America)가 배출한 걸출한 학자들이다. 그리고 구약학자 바돌로뮤 그리고 세계관 운동에 좋은 책들을 써낸 폴 마샬, 브라이언 월쉬 그리고  리처드 미들턴이 있다. 한국 학자들로서 기독교 세계관 운동에 많은 저서와 활동을 하고 있는 전 밴쿠버기독교세계관대학원의 양승훈 교수, 전 총신대 신국원 교수, 한동대 최용준 교수가 있고, 전 서강대 강영안 교수와 전 합신대의 송인규 박사, 이승구박사 등이 있다.

## 중요 인물들과 작품들
- William Lane Craig and J. P. Moreland. Philosophical Foundations for a Christian Worldview. IVP Academic (2003).
- Gordon H. Clark. A Christian View of Men and Things: An Introduction to Philosophy. Grand Rapids, MI: Eerdmans (1951); reprint, Grand Rapids, MI: Baker (1981).
- Herman Dooyeweerd. A New Critique of Theoretical Thought. Jordan Station, Ont.: Paideia Press (1984) online summary with excerpts
- Carl F.H. Henry. God, Revelation, and Authority. Waco, TX: Word (1976).
- Abraham Kuyper. Lectures on Calvinism. Grand Rapids, MI: Eerdmans (1931) online version
- James Orr. The Christian View of God and the World. New York: Charles Scribner's Sons (1893) online version
- Francis Schaeffer. The Complete Works of Francis A. Schaeffer: A Christian Worldview. Wheaton, IL: Crossway (1982).[7]

## 참고도서
- William Lane Craig and J. P. Moreland. Philosophical Foundations for a Christian Worldview. IVP Academic (2003).
- Gordon H. Clark. A Christian View of Men and Things: An Introduction to Philosophy. Grand Rapids, MI: Eerdmans (1951); reprint, Grand Rapids, MI: Baker (1981).
- Herman Dooyeweerd. A New Critique of Theoretical Thought. Jordan Station, Ont.: Paideia Press (1984) online summary with excerpts
- Carl F.H. Henry. God, Revelation, and Authority. Waco, TX: Word (1976).
- Abraham Kuyper. Lectures on Calvinism. Grand Rapids, MI: Eerdmans (1931) online version
- James Orr. The Christian View of God and the World. New York: Charles Scribner's Sons (1893) online version
- Francis Schaeffer. The Complete Works of Francis A. Schaeffer: A Christian Worldview. Wheaton, IL: Crossway (1982).[8]
- Jürgen Habermas, The Theory of Communicative Action, Volume II (1981) - see sections on Worldviews and Worldpictures
- Arthur F. Holmes, All Truth Is God's Truth. Grand Rapids, MI: Eerdmans (1977).
- 양승훈, 기독교적 세계관, 서울: CUP (1999)
- David Naugle,  Worldview: A History of the Concept. Grand Rapids, MI:Eerdmans (2002) on line table of contents
- Nancy Pearcey, Total Truth: Liberating Christianity from its Cultural Captivity. Wheaton, IL: Crossway Books (2004) on line table of contents
- Nancy Pearcey, Saving Leonardo:  A Call to Resist the Secular Assault on Mind, Morals, and Meaning Broadman and Homan Publishing Group (2010), ISBN 978-1-4336-6927-9
- Quine, David Answers for Difficult Days: Surviving the Storm of Secularism. Cornerstone Curriculum Project (1998, 2014)
- James Sire, The Universe Next Door: A Basic Worldview Catalog. Downers Grove, IL: InterVarsity Press (1997) on line table of contents
- Ninian Smart, Worldviews: Crosscultural Explorations of Human Belief (New Jersey: Prentice Hall, 2000)
- Albert M. Wolters, Creation Regained: Biblical Basics For A Reformational Worldview. Grand Rapids, MI: Eerdmans (1985).
- Leslie Stevenson, David L. Haberman, "Ten Theories of Human Nature" Oxford University Press (2004) - book examines each one of four points—the nature of the universe, the nature of humanity, the diagnosis of the ills of humanity, and the proposed cure for these problems. Good introduction to where main worldviews originate and how to begin to think about them in context of human nature.
- Graham Cole, "Christians have a Worldview?[깨진 링크(과거 내용 찾기)]"

## 같이 보기
- 기독교 문화
- 문화
- 세계관
- 그리스도인의 삶
- 데이비드 노글